# Notícia (álbum)
Notícia é o terceiro álbum de estúdio da banda Khorus, lançado pela gravadora Zekap Gospel em 2005. Foi indicado na categoria Melhor álbum Rock no Troféu Talento 2006.

## Faixas
1. VHT Arrebatamento
2. Notícia
3. VHT Onde Está
4. Próprios Rumos
5. Inconsequente
6. Por Enquanto Juízo
7. Por Favor
8. Pesadelo
9. O Choro
10. Pedro
11. Querer Mais
12. O Fim
13. VHT O Dia